# Euzebije, papa
Euzebije, papa od 18. travnja 309./310. do 17. kolovoza 309./310.

## Životopis
Njegov je pontifikat trajao od 18. travnja do 17. kolovoza, nakon čega je, zbog nasilja zbog neslaganja unutar Crkve, protjerao ga je car Maksencije.
Euzebije je umro u egzilu na Siciliji, a pokopan je u Kalistovim katakombama. Papa Damaz I. postavio je epitaf od 8 heksametara iznad njegovog groba. Proglašen je svetim i slavi ga se 26. rujna.